# Slavko Duščak
Slavko Duščak, slovenski košarkar, * 2. januar 1974, Ljubljana.
Slavko Duščak je 195 cm visok branilec, ki je zamenjal številne slovenske in tuje klube. Svojo prvo profesionalno pogodbo je podpisal pri 17-ih letih, ko je pod vodstvom Vojka Herksla zaigral za ljubljanski KD Slovan. Nastopal je tudi za  slovensko košarkarsko reprezentanco.
Nazadnje je v sezoni 2006/07 igral za Olimpijo. 
Duščak je bil tudi občasni slovenski reprezentant in je zaigral na EP 2003 na Švedskem.

## Klubi
- 1991-1992: KK Kronos Slovan, Ljubljana
- 1992-1995: KK Litostroj Slovan, Ljubljana
- 1996-1998: KK Olimpija, Ljubljana
- 1998-2000: KK Union Olimpija, Ljubljana
- 2000-2002: KK Pivovarna Laško, Celje
- 2002-2004: KK Krka, Novo mesto
- 2004: Teramo Basket (Italija)
- 2005: Elektra Esotech
- 2005: Anwil (Poljska)
- 2006: Soproni (Madžarska)
- 2007: Union Olimpija, Ljubljana

## Trenerska kariera
- 2012/2013 - KK Postojna, Postojna (pomočnik trenerja, od 27. 2. 2013 glavni trener), 2. SKL
- 2013/2014 - KD Slovan, Ljubljana (pomočnik trenerja), 2. SKL
- 2014/2015 - Grosbasket, Grosuplje (trener mladinskih ženskih kategorij)
- 2015/2016 - ŽKK Grosuplje, Grosuplje (glavni trener), 1. SKL za ženske, ženska regionalna liga MŽRKL
- 2016/2017 - ŽKK Grosuplje, Grosuplje (glavni trener), 1. SKLŽ
- 2017/2018 - ŽKK Grosuplje, Grosuplje (glavni trener), 1. SKLŽ
- 2018/2019 - ŽKK Grosuplje, Grosuplje (glavni trener), 1. SKLŽ
- 2019/2020 - ŽKK Grosuplje, Grosuplje (glavni trener), 1. SKLŽ

V sklopu priprav slovenske članske reprezentance na EP2015, se je 14 dni izpopolnjeval pri Juretu Zdovcu.

## Osebno
Je oče petih otrok, ki so vsi vrhunski športniki. V Velikih Laščah ima svojo košarkarsko šolo. 